# Hotter Than Hell (píseň)
Hotter Than Hell je píseň americké rockové skupiny Kiss vydaná na albu Hotter Than Hell. Píseň napsal Paul Stanley a je v ni slyšet vliv skupiny Free.

## Další výskyt
„Strutter“ se objevila na následujících albech Kiss:
- Hotter Than Hell - originální studiová verze
- Alive! - koncertní verze
- The Originals - studiová verze
- Double Platinum - studiová verze
- The Box Set - studiová verze
- The Very Best of Kiss - studiová verze
- The Best of Kiss, Volume 1: The Millennium Collection - studiová verze
- Gold - studiová verze
- Kiss Chronicles: 3 Classic Albums - studiová verze
- Kiss Alive! 1975–2000 - Alive! verze
- Ikons - studiová verze

## Sestava
- Paul Stanley – zpěv, rytmická kytara
- Gene Simmons – zpěv, basová kytara
- Ace Frehley – sólová kytara, basová kytara
- Peter Criss – zpěv, bicí, perkuse